# 태국 농민은행 FC
태국 농민은행 FC(태국어: สโมสรฟุตบอลธนาคารกสิกรไทย, 영어: Thai Farmers Bank FC)는 카시콘은행(전 태국 농민은행)에서 운영하던 태국의 축구 클럽이었다. AFC 챔피언스리그의 전신인 아시안 클럽 챔피언십에서 1994년과 1995년 총 두 차례 우승을 차지하였다. 1997년 태국을 비롯한 아시아 국가에서 일어난 금융 위기를 계기로 경영에 어려움을 겪게 되었고 2000년에 해체되고 만다.

## 우승 기록
- 아시안 클럽 챔피언십
  - 우승: 1994, 1995

- 코르 로얄 컵
  - 우승: 1991, 1992, 1993, 1995, 1999

- 퀸스컵
  - 우승: 1994, 1995, 1996, 1997

- 아프로 아시안 클럽 챔피언십
  - 우승: 1994
  - 준우승: 1995